# 雅芳 (印第安納州)
雅芳（英語：Avon）是一個位於美國印地安納州亨德里克斯縣的城鎮。

## 歷史

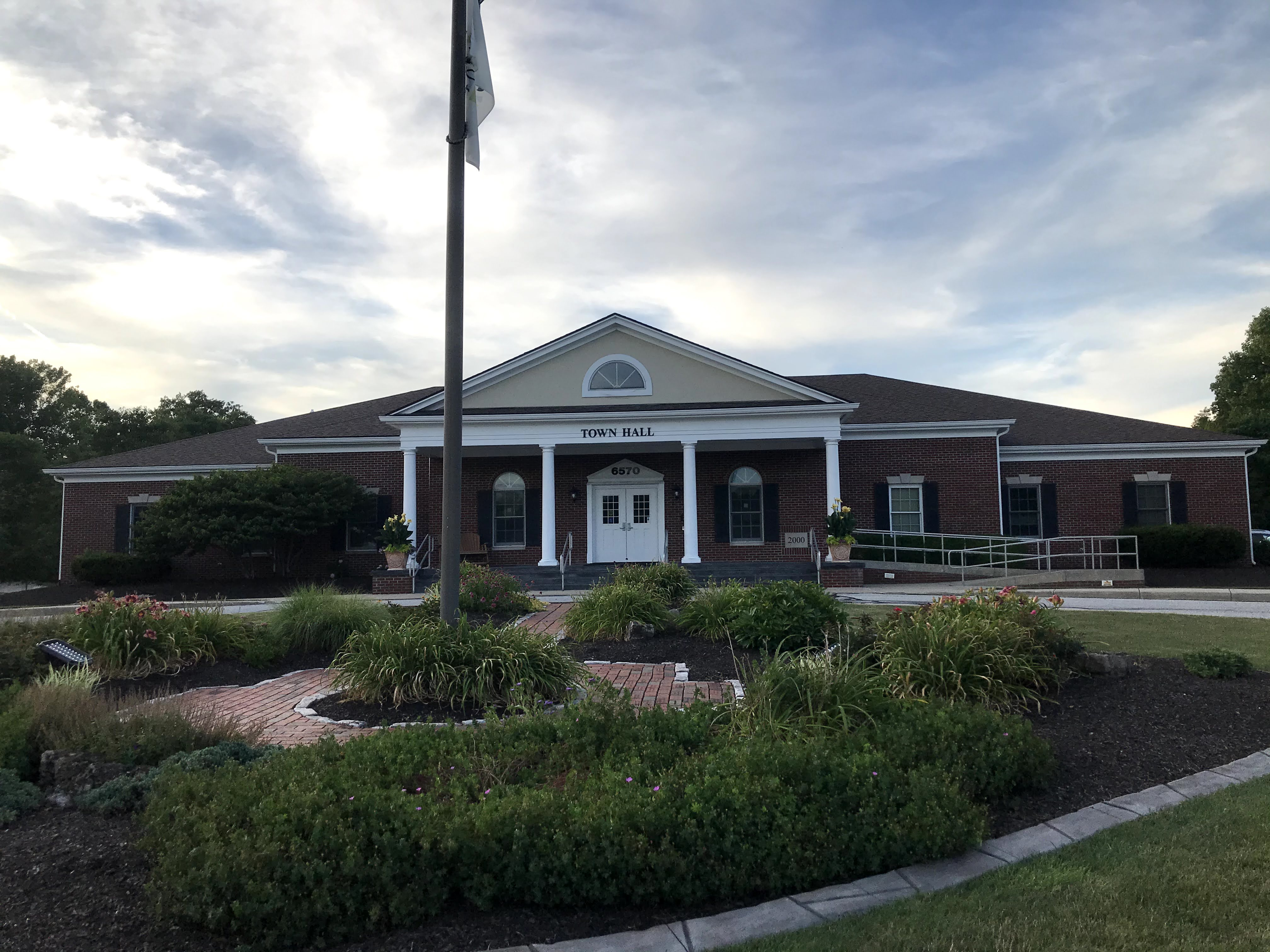
雅芳市政廳

雅芳的第一個定居點在1830年左右成立。第一個名叫「Smootsdell」的郵局成立於1868年，在1870年改名為「雅芳」，於1902年停止營業。名稱來自於位於英格蘭的雅芳河。

## 人口
根據2010年美國人口普查的數據，雅芳的面積為48.86平方千米，當中陸地面積為48.47平方千米，而水域面積為0.39平方千米。當地共有人口12,446人，而人口密度為每平方千米255人。